# (29075) 1950 DA
(29075) 1950 DA è un asteroide near-Earth del gruppo Apollo. È famoso per essere, tra gli asteroidi con più di un chilometro di diametro, quello che ha raggiunto il valore più alto di probabilità di impatto con la Terra nella scala Palermo (0,17), poi declassato fino al valore di −2,05 che detiene ad aprile 2023 e lo colloca al 2º posto dopo Bennu, ma rimanendo sempre al 1º posto fra gli asteroidi che superano il chilometro di diametro, in quanto Bennu ha un diametro inferiore.

## Storia delle osservazioni

### Scoperta e riscoperta
La prima osservazione di 1950 DA avvenne il 22 febbraio 1950 ad opera di Carl Alvar Wirtanen all'osservatorio Lick. Venne seguito per 17 giorni e poi se ne persero le tracce.
Il 31 dicembre 2000 venne individuato un oggetto cui fu assegnato il nome provvisorio 2000 YK66. Lo studio dell'orbita con il metodo della precovery permise di associare questo ritrovamento a 1950 DA e di determinare con elevata precisione i parametri orbitali così da poter ricevere un numero di classificazione e assumere la denominazione attuale.

### Osservazioni successive
Tra il 3 e il 7 marzo 2001 1950 DA è transitato a 7,8 milioni di chilometri (20 distanze lunari) permettendone lo studio radar dagli osservatori di Goldstone e Arecibo.
Le dimensioni sono state stimate essere poco superiori al chilometro, il periodo di rotazione in poco più di due ore. La breve durata della rotazione e l'elevata albedo radar fa ritenere che 1950 DA sia molto denso, più di 3 g/cm³).

## Rischio d'impatto con la Terra
L'orbita di 1950 DA lo porterà ad un incontro molto ravvicinato con la Terra il 16 marzo 2880, tanto che esso da solo assomma al 50% delle possibilità di impatto di tutti gli altri corpi da oggi ad allora.
Le osservazioni radar non hanno permesso di chiarire il contributo dell'effetto Yarkovsky sulla sua orbita. I dati osservativi indicano due possibili direzioni polari;  in un caso l'asteroide transiterebbe a qualche milione di chilometri, mentre nell'altro si avrebbe una probabilità di impatto dello 0,33% (1 su 303).
Complessivamente il rischio d'impatto è dello 0,0029%, pari a circa 1 su 34500.
L'energia che sarebbe rilasciata nell'impatto con un oggetto delle dimensioni di 1950 DA determinerebbe significativi cambiamenti nel clima e nella biosfera costituendo una minaccia per la civiltà poiché sarebbe l'equivalente della forza combinata di un milione di bombe atomiche, ovvero l'energia necessaria per radere al suolo in pochi secondi un'area delle dimensioni della Francia e generare un cratere ampio 40 km e profondo 3000 metri.